# Îles Bangka Belitung
Les îles Bangka Belitung, en indonésien Kepulauan Bangka Belitung, forment un archipel d'Indonésie situé à l'est de Sumatra, dans les mers de Chine méridionale et de Java. Les îles constituent une province d'Indonésie.

## Géographie
L'archipel est composé de nombreuses îles dont les deux plus grandes sont Bangka et Belitung. Il est séparé de Sumatra à l'ouest par le détroit de Bangka et de Bornéo à l'est par le détroit de Karimata. Le détroit de Gaspar sépare Bangka de Belitung. Sa capitale est Pangkal Pinang située sur Bangka.

## Histoire

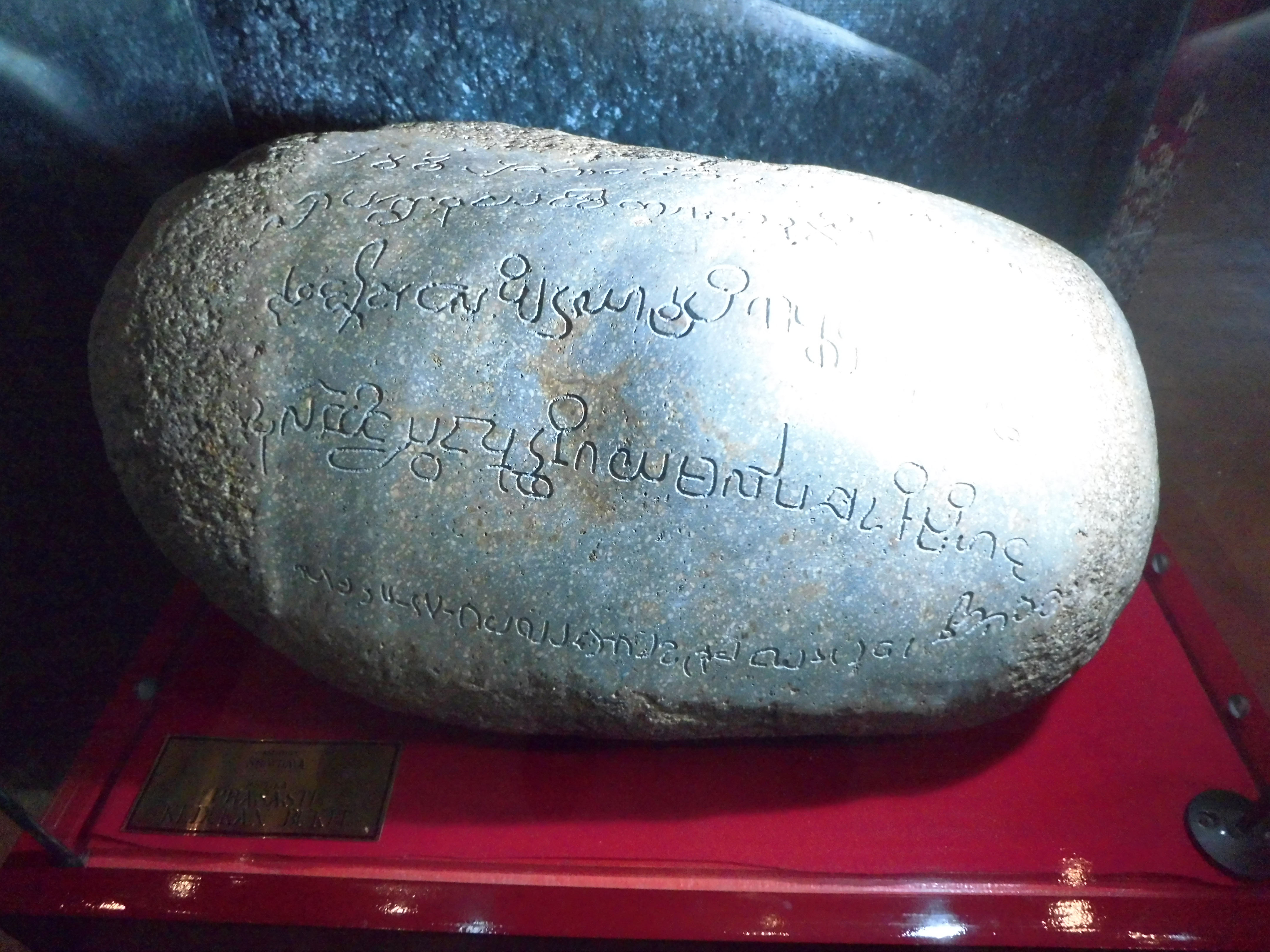
L'inscription de Kedukan Bukit.

Une inscription en vieux-malais datée de 683 et trouvée à Kedukan Bukit sur Bangka proclame que le souverain de Sriwijaya, à la tête de 20 000 soldats, a embarqué à bord de 1 300 vaisseaux à Minanga Tamwab (Minangkabau selon certains, plus vraisemblablement Muara Kampar, c'est-à-dire l'estuaire du fleuve Kampar dans la province de Riau, sur la côte est de Sumatra). Des textes arabes et chinois confirment que Sriwijaya est un État puissant qui contrôle le détroit de Malacca, déjà une importante voie maritime internationale à l'époque. La cité-État de Sriwijaya se trouvait à l'emplacement de l'actuelle Palembang dans le sud de Sumatra. La tradition parle de l'existence de deux sultanats à Belitung, celui de Balok dans le sud de l'île et celui de Sijuk dans le nord.

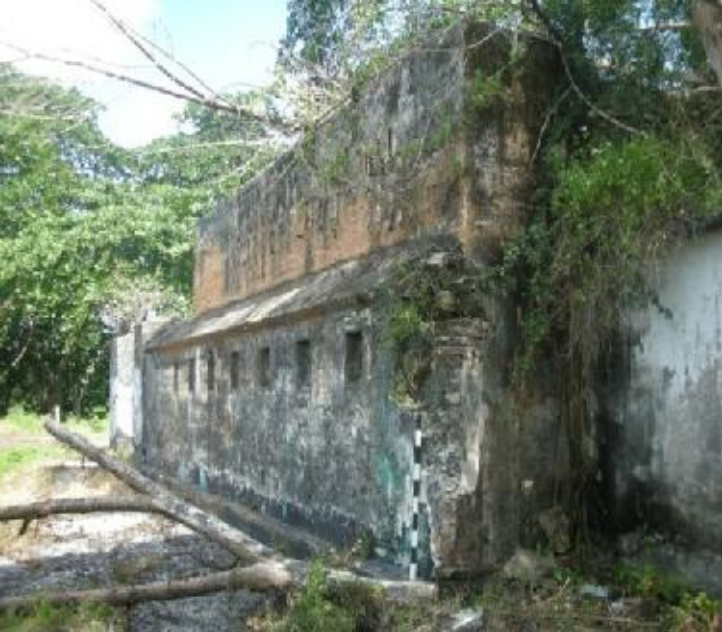
Le fort de Toboali fut construit en 1825 pour défendre les mines d'étain de Bangka.

En 1710, Bangka devient un des principaux producteurs d'étain dans le monde. En 1812, le sultan de Palembang cède Bangka aux Britanniques. Avec le traité anglo-néerlandais de 1814, ceux-ci cèdent à leur tour l'île aux Néerlandais en échange de leur établissement de Cochin et dépendances sur la côte de Malabar, en Inde.

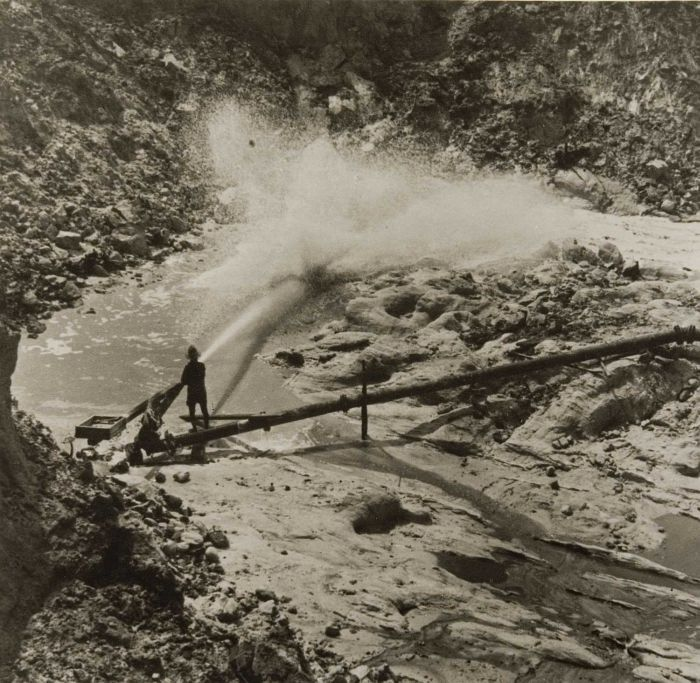
Extraction d'étain à Bangka entre 1945 et 1955.

En 1860 est créée à La Haye, aux Pays-Bas, une compagnie minière qui acquiert une concession à Belitung, qui s'est révélée être également riche en étain.

## Administration
La province des îles Bangka Belitung est créée en même temps que celles de Banten et de Gorontalo, en 2000, dans le cadre de l'ouverture apportée par la présidence d'Abdurrahman Wahid, élu en 1999.
Elle est divisée en six kabupaten :
- Bangka (Sungailiat)
- Bangka occidental (Muntok)
- Bangka central (Toboali)
- Bangka du Sud (Koba)
- Belitung (Tanjung Pandan)
- Belitung oriental (Manggar)

et une kota :
- Pangkal Pinang

## Démographie

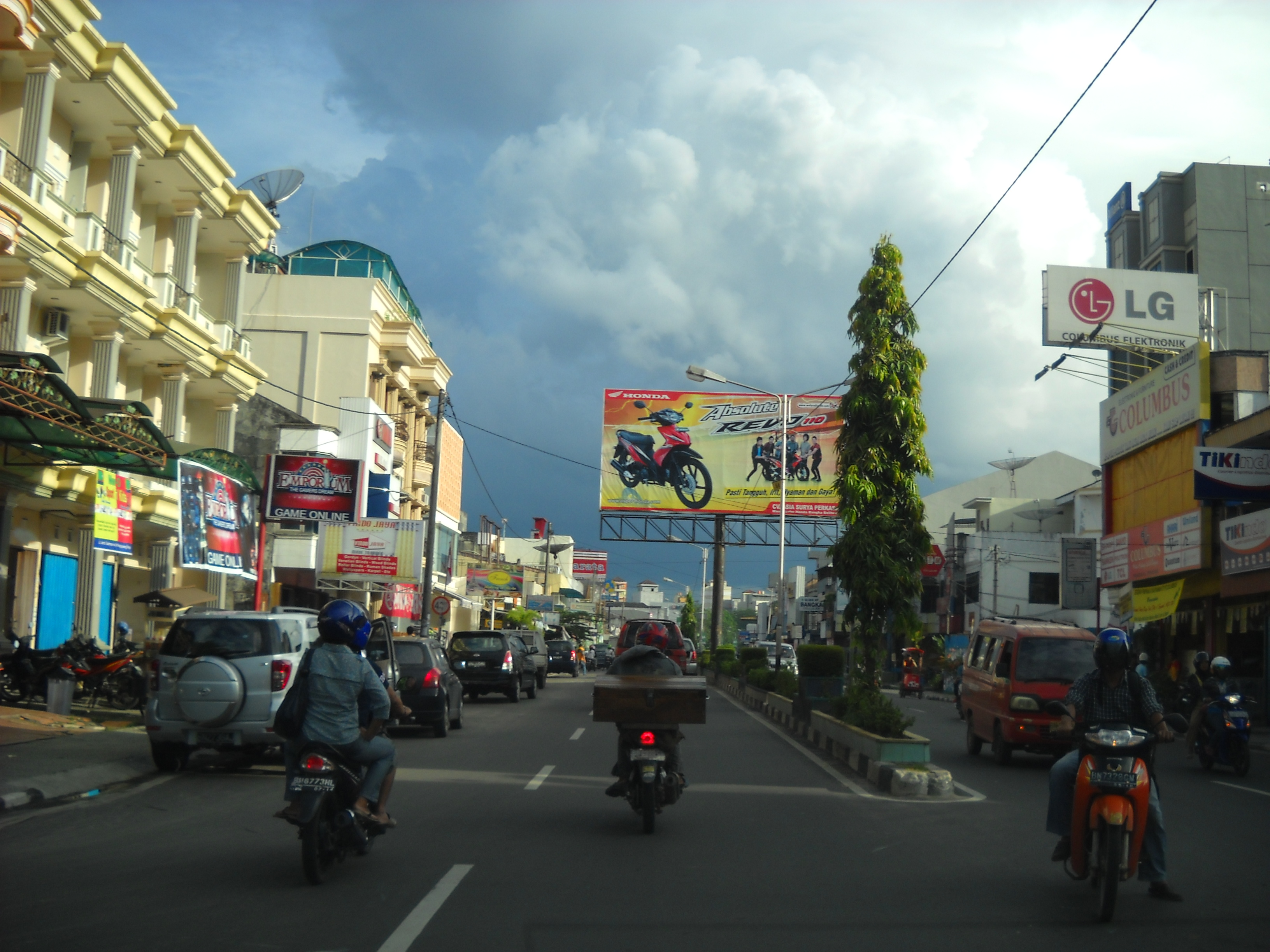
Une rue de Pangkal Pinang.

### Informations générales
Les îles Bangka Belitung sont peuplées en majorité de Malais et comportent une forte minorité de Chinois.

### Religion
|                | Quantité  | %      |
| -------------- | --------- | ------ |
| Islam          | 1 375 701 | 90,40% |
| Bouddhisme     | 62 363    | 4,10%  |
| Protestantisme | 32 063    | 2,11%  |
| Confucianisme  | 29 910    | 1,97%  |
| Catholicisme   | 19 552    | 1,28%  |
| Autres         | 2 134     | 0,14%  |